# GNU Chess
A GNU Chess egy nyílt forráskódú sakk motor, ami képes ember, vagy másik számítógép ellen sakkot játszani.
GNU Chess egy szabad szoftver, mely szabadon felhasználható GPL licenc 3-as, vagy bármely későbbi verziója alatt. Egyike az első számítógépes sakk programoknak, melyek teljesen nyílt forráskódúak.

## Jellemzők
A konzolosan is működő sakk motor használható olyan grafikus felületekkel is, mint például a XBoard vagy Gnome Chess, melyekben ez az alapértelmezett motor. Kezdeti verziók parancssoros XBoard Sakk Motort Kommunikációs Protokollal alapultak A 6-os verzió az Egyetemes Sakk Felületet (UCI-t) is támogatja.

## Történelem
Az első változatot a Stuart Cracraft alkotta. 1984-ben Richard Stallmannal együttműködve a GNU Chess lett az egyik GNU projekt.
GNU Chesst később már tucatnyi programozó fejlesztette tovább. John Stanback fejlesztette a 2.-tól a 4. verzióig, az 5. verziót Chua Kong-Sian írta, amíg a 6-os verziót Fabien Letouzey.
2011-ben adták ki a 6-os verzióját, mely a Letouzey-féle Fruit 2.1 sakk motoron alapult. Néhány GNU Chess rajongó továbbra is karbantartja az 5.07 verzión alapuló kódot. A CEGT szerint az ezen alapuló 5.60-as verzió kódja erősebb mint a Fruit 2.3.